# Beatty (Nevada)
Beatty – jednostka osadnicza na południu hrabstwa Nye w stanie Nevada. W pobliżu rzeki Amargosa. W roku 2000, liczba mieszkańców wynosiła 1154 osób a zmiany wykazywały spadek liczby ludności.
Nazwane zostało na cześć Jima Beatty, który pod koniec XIX wieku, założył tutaj pierwsze ranczo. W 1905 roku, powstała stacja kolejowa i miasto stało się centrum Górniczego Dystryktu Bullfrog.
Około 29 km (18 mil) na wschód znajduje się góra Yucca, blisko jest także do Doliny Śmierci.